# Chuquibambilla
Chuquibambilla (en quechua: Chuqipampilla, de chuqi «mena» y pampilla) es la una localidad peruana capital del distrito homónimo y de la provincia de Grau, ubicada en el departamento de Apurímac.
En la organización jerárquica de la Iglesia católica es la sede de la Prelatura de Chuquibambilla, sufragánea de la Arquidiócesis del Cuzco.

## Historia
Chuquibambilla en los albores de la historia  aparece en la época de preincia como una comarca de los umasuyos, que se ubicaron en la piramidal Tawaray, teniendo como vecinos  las comarcas de Qhoporaki, que se encuentra en la lomada de la comunidad de Chapimarca y la comarca de Wanqharko ubicada en el distrito de Curpahuasi, con quienes tenían comunicación. 
En la época inca aparece como una lavadero de oro en la misma lomada de Tawaray, lugar donde visitaban los curacas de los incas enviados por el Inca desde la capital de imperio del Qosqo.
A la actual ubicación es trasladada Chuquibambilla por los mineros, por ser un centro de reunión o parte céntrica para ellos que convergían de diferentes sitios como de las minas de Yuringa, hierbahuma, Tuya, Payapaya, Koritiro y otros más.  Al mismo tiempo las familias de Maukallacta, que se ubicó a una 5 kilómetros de la comunidad de Huichihua en el sitio denominado Koritarina se unieron a poblar Chuquibambilla.
En la época colonial según el informe realizado por el Fray Joan Rubin de Peña, el 2 de enero de 1690 al Obispado del Cusco, presidido por el Monseñor Doctor Manuel de Molinedo y Angulo, toma el nombre de Parroquia de "Santa Cruz de Chuquibamba", como anexo a la parroquia de Chirirqui, que por entonces era la sede central de pequeñas parroquias.
Durante la época colonial era parte del corrigimiento del Cusco y en la época republicana, cuando se crearon los departamentos, era parte del departamento del Cusco y de la provincia de Anta, junto con las provincias de Abancay, Antabamba, Cotabambas y  Grau.
El pueblo de Chuquibamba por un Decreto Ley del 2  de enero de 1852, es elevado a la categoría de Villa, es allí donde toma el nombre de "Chuquibambilla", para diferenciarse de la Chuquibamba, capital actual de la provincia de Condesuyo del departamento de Arequipa.
Cuando se crea el departamento de Apurímac el 3 de noviembre de 1873, Chuquibambilla aparece como uno de los distrito de la Provincia de Cotabambas, pero con los sucesos ocurridos en Palcaro, donde al Diputado por la Provincia de Cotabambas don Rafael Grau Cavero hijo del Almirante Miguel Grau Seminario, héroe de la Guerra con Chile,que llega a realizar una campaña electoral por tercera vez, es asesinado por don Alejandro Montesinos, quien a su vez pretendía ser diputado por Cotabambas.
El 4 de noviembre de 1919 por Ley N° 4009, es creado la Provincia de Grau, en homenaje a los héroes de la Guerra del Pacífico, la Provincia de Grau en Apurímac y la Provincia de Bolognesi en el departamento de Ancash, determinando como capital de Provincia de Grau a la ciudad de Chuquibambilla. Reemplazandoen nombre a la Provincia de Cotabambas y trasladando su capital a  esta ciudad.
El distrito de Chuquibambilla cuenta con comunidades Campesinas reconocidas como: Chahuarinay, Ccotro - Runcahuasi, Campanayoc, Upiro, Patapata, Chapimarca, Chise, Cotahuarcay, Huichihua, Marqquecca y Utupalla.

## Población
Según el censo de 2005, cuenta con 3.066 habitantes.

## Salud
Cuenta con el Hospital N.º 4 "San Camilo de Lellis" Chuquibambilla. La construcción del centro de salud fue paralizada en el 2014 por el retiro de la contratista. Actualmente el local se encuentra funcionando en un jardín de niños.

## Clima
| Parámetros climáticos promedio de Chuquibambilla (territorios entre 2500 - 3000 m s. n. m.). | Parámetros climáticos promedio de Chuquibambilla (territorios entre 2500 - 3000 m s. n. m.). | Parámetros climáticos promedio de Chuquibambilla (territorios entre 2500 - 3000 m s. n. m.). | Parámetros climáticos promedio de Chuquibambilla (territorios entre 2500 - 3000 m s. n. m.). | Parámetros climáticos promedio de Chuquibambilla (territorios entre 2500 - 3000 m s. n. m.). | Parámetros climáticos promedio de Chuquibambilla (territorios entre 2500 - 3000 m s. n. m.). | Parámetros climáticos promedio de Chuquibambilla (territorios entre 2500 - 3000 m s. n. m.). | Parámetros climáticos promedio de Chuquibambilla (territorios entre 2500 - 3000 m s. n. m.). | Parámetros climáticos promedio de Chuquibambilla (territorios entre 2500 - 3000 m s. n. m.). | Parámetros climáticos promedio de Chuquibambilla (territorios entre 2500 - 3000 m s. n. m.). | Parámetros climáticos promedio de Chuquibambilla (territorios entre 2500 - 3000 m s. n. m.). | Parámetros climáticos promedio de Chuquibambilla (territorios entre 2500 - 3000 m s. n. m.). | Parámetros climáticos promedio de Chuquibambilla (territorios entre 2500 - 3000 m s. n. m.). | Parámetros climáticos promedio de Chuquibambilla (territorios entre 2500 - 3000 m s. n. m.). |
| Mes                                                                                          | Ene.                                                                                         | Feb.                                                                                         | Mar.                                                                                         | Abr.                                                                                         | May.                                                                                         | Jun.                                                                                         | Jul.                                                                                         | Ago.                                                                                         | Sep.                                                                                         | Oct.                                                                                         | Nov.                                                                                         | Dic.                                                                                         | Anual                                                                                        |
| -------------------------------------------------------------------------------------------- | -------------------------------------------------------------------------------------------- | -------------------------------------------------------------------------------------------- | -------------------------------------------------------------------------------------------- | -------------------------------------------------------------------------------------------- | -------------------------------------------------------------------------------------------- | -------------------------------------------------------------------------------------------- | -------------------------------------------------------------------------------------------- | -------------------------------------------------------------------------------------------- | -------------------------------------------------------------------------------------------- | -------------------------------------------------------------------------------------------- | -------------------------------------------------------------------------------------------- | -------------------------------------------------------------------------------------------- | -------------------------------------------------------------------------------------------- |
| Temp. máx. media (°C)                                                                        | 19.8                                                                                         | 19.6                                                                                         | 19.5                                                                                         | 20.1                                                                                         | 20.1                                                                                         | 19.4                                                                                         | 19.2                                                                                         | 20.2                                                                                         | 20.4                                                                                         | 22.2                                                                                         | 21.7                                                                                         | 20.4                                                                                         | 20.2                                                                                         |
| Temp. media (°C)                                                                             | 12.6                                                                                         | 12.6                                                                                         | 12.5                                                                                         | 12.3                                                                                         | 11.4                                                                                         | 10.3                                                                                         | 9.9                                                                                          | 10.5                                                                                         | 11.8                                                                                         | 13.2                                                                                         | 13.1                                                                                         | 12.9                                                                                         | 11.9                                                                                         |
| Temp. mín. media (°C)                                                                        | 5.5                                                                                          | 5.7                                                                                          | 5.6                                                                                          | 4.6                                                                                          | 2.8                                                                                          | 1.2                                                                                          | 0.7                                                                                          | 0.9                                                                                          | 3.3                                                                                          | 4.3                                                                                          | 4.6                                                                                          | 5.4                                                                                          | 3.7                                                                                          |
| Fuente: climate-data.org                                                                     |                                                                                              |                                                                                              |                                                                                              |                                                                                              |                                                                                              |                                                                                              |                                                                                              |                                                                                              |                                                                                              |                                                                                              |                                                                                              |                                                                                              |                                                                                              |